# واندرسوآن
واندرسوآن (به انگلیسی: WonderSwan) یک کنسول بازی دستی است که توسط باندای در ژاپن منتشر شده‌است. این کنسول توسط شرکت گونپی یوکوی لابراتوار کوتو و باندای توسعه یافته است و آخرین قطعه سخت‌افزاری محسوب می‌شود که یوکوی قبل از مرگش در سال ۱۹۹۷ توسعه داده بود. واندرسوآن از نسل پنجم کنسول‌های بازی ویدئویی بود که در سال ۱۹۹۹ به بازار عرضه شد و دو مدل دیگر آن، شامل واندرسوآن رنگی و سوان کریستال بعدها منتشر شدند و به صورت رسمی تا زمانی که تولید آن توسط باندای در سال ۲۰۰۳ متوقف شد، پشتیبانی می‌شدند. در طول تاریخ انتشار واندرسوآن خارج از ژاپن منتشر نشد.